# Леестен
Леестен (нім. Lehesten) — місто в Німеччині, розташоване в землі Тюрингія. Входить до складу району Заальфельд-Рудольштадт. Складова частина об'єднання громад Шифергебірге.
Площа — 35,96 км2. Населення становить 1614 ос. (станом на 31 грудня 2021).

## Галерея

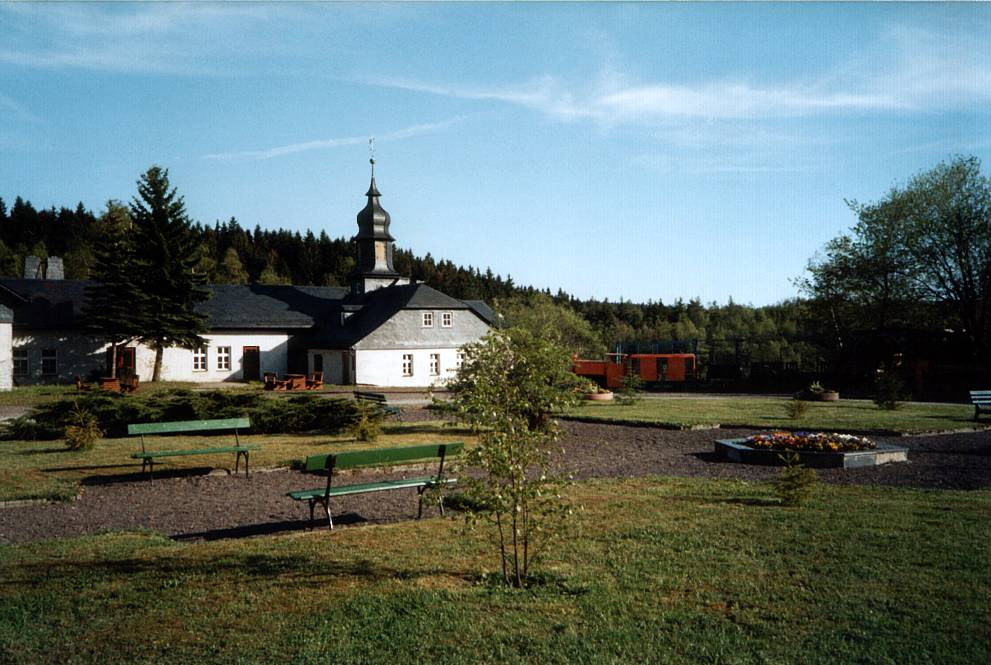
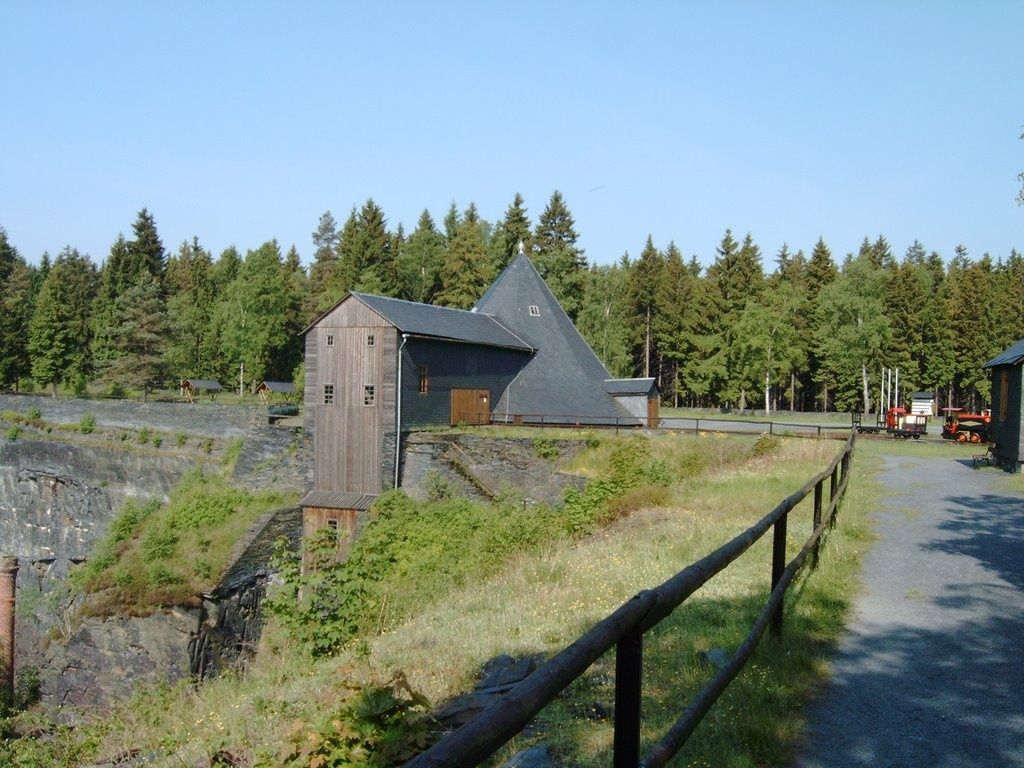
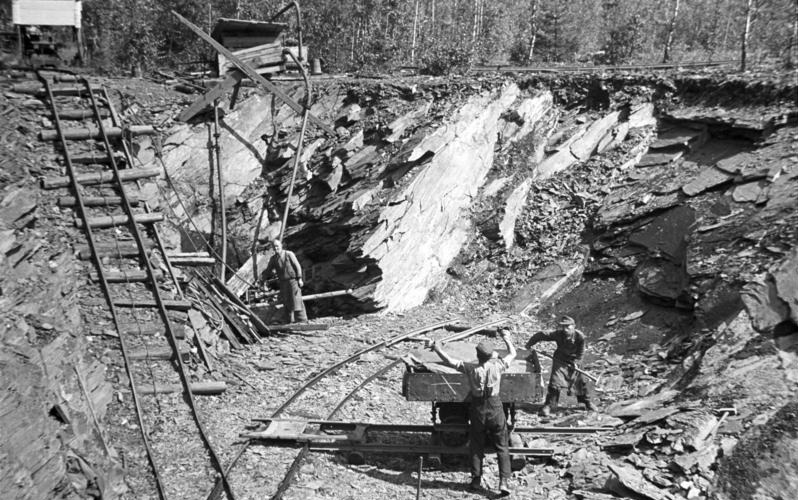